# District de Grandson

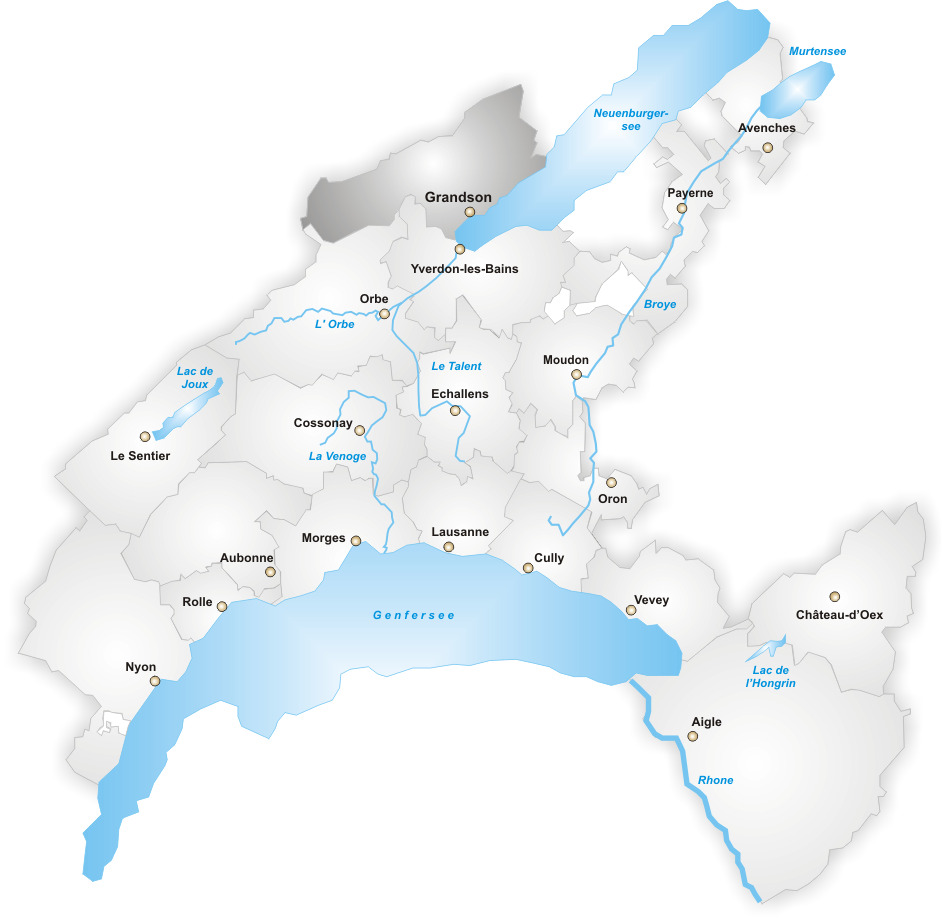
Localisation du district.

Le district de Grandson est l'un des 19 anciens districts du canton de Vaud.
Il disparaît le 1er janvier 2008 à la suite de la réorganisation territoriale du canton de Vaud, les communes le composant se retrouvant toutes incorporées dans le nouveau district du Jura-Nord vaudois.

## Communes
- Cercle de Concise :
  - Bonvillars
  - Concise
  - Corcelles-près-Concise
  - Mutrux
  - Onnens
  - Provence

- Cercle de Grandson :
  - Champagne
  - Fiez
  - Fontaines-sur-Grandson
  - Fontanezier
  - Giez
  - Grandevent
  - Grandson
  - Mauborget
  - Novalles
  - Romairon
  - Vaugondry
  - Villars-Burquin

- Cercle de Sainte-Croix :
  - Bullet
  - Sainte-Croix

## Préfet
Le district de Grandson était dirigé par un préfet, nommé par le Conseil d'État vaudois. Jusqu'en 1949, le district comptait deux préfets: un à Grandson et un à Sainte-Croix. De 1949 à 2008, il n'y a plus eu qu'un seul préfet, siégeant à Sainte-Croix.